# Speocirolana prima
Speocirolana prima är en kräftdjursart som beskrevs av Marilyn Schotte 2002. Speocirolana prima ingår i släktet Speocirolana och familjen Cirolanidae. Inga underarter finns listade i Catalogue of Life.